# Thomas Kral
Thomas Kral (* 8. Jänner 1990 in Wien) ist ein österreichischer Fußballspieler, der seit 2013 beim SC Ritzing unter Vertrag steht.
Sein Debüt gab er unter Peter Schöttel am 29. August 2010 gegen den SK Sturm Graz.
2010/11 bestritt er für Wiener Neustadt neun Bundesligaspiele, darüber hinaus auch acht Spiele für die Regionalliga Ost.
Er ist Doppellizenzspieler in Kooperation mit dem Wiener Sportklub in der Saison 2010/11, im Jahr zuvor war die Kooperation mit dem SV Wienerberg. Aufgrund  einer unbekannten Verletzung hatte er zwischen dem 17. Februar und 30. Juni 2010 eine Zwangspause zu verkraften, anschließend folgte ein Aufbautraining.
Im Jänner 2013 wechselte er zum SC Ritzing in die Regionalliga Ost.